# HD42477
HD42477 — хімічно пекулярна зоря спектрального класу A1, що має видиму зоряну величину в смузі V приблизно  6,0.
Вона  розташована на відстані близько 430,3 світлових років від Сонця.

## Пекулярний хімічний вміст
Зоряна атмосфера HD42477 має підвищений вміст 
Si
.